# 湖头镇 (安溪县)
湖头镇，是中华人民共和国福建省泉州市安溪县下辖的一个乡镇级行政单位。辖区内有泉州经贸职业技术学院慈山分院。湖头镇是清代文渊阁大学士李光地的故乡。

## 行政区划
湖头镇下辖以下村级单位：
宗城社区、下东社区、四角井社区、湖一村、湖二村、湖三村、湖四村、大埔村、半岭村、溪美村、福寿村、前山村、汤头村、横山村、前溪村、后溪村、埔美村、山都村、高山村、云林村、郭埔村、许前村、东埔村、产贤村、桥头村、竹山村、上田村、美溪村、半山村、下坑村、丁贤村、美坂村和湖头茶场。

## 文物保护单位
| 李光地宅和祠 - 湖头贤良祠（安溪第三中学内） | 7-1094 | 古建筑 | 安溪县湖头镇 | 清 |  |

## 特产
湖头米粉：中国地理标志产品。